# Lijst van acquisities door Google
Dit is een lijst van acquisities door Google Inc.. De genoemde datum is van de dag dat er een overeenkomst is gesloten tussen Google en het betreffende bedrijf. De waarde van de acquisitie wordt in Amerikaanse dollars aangegeven, omdat Google in de Verenigde Staten is gevestigd. 
De grootste acquisitie van Google dateert van maart 2008 en betreft de aankoop van DoubleClick, een online advertentiebedrijf. Google heeft hiervoor 3,1 miljard dollar betaald.

## Acquisities
| Nummer | Datum             | Bedrijf                        | Core Business                        | Land             | Waarde(USD)   | Resultaat                 |
| ------ | ----------------- | ------------------------------ | ------------------------------------ | ---------------- | ------------- | ------------------------- |
| 1      | 2 december 2001   | Deja News                      | Usenet                               | Verenigde Staten |               | Google Groups             |
| 2      | 20 september 2001 | Outride                        | Zoekmachine                          | Verenigde Staten |               | iGoogle                   |
| 3      | februari 2003     | Pyra Labs                      | Weblog-software                      | Verenigde Staten |               | Blogger                   |
| 4      | april 2004        | Neotonic Software              | Customer Relationship Management     | Verenigde Staten |               | Google Groups, Gmail      |
| 5      | april 2004        | Applied Semantics              | Online adverteren                    | Verenigde Staten |               |                           |
| 6      | 30 september 2003 | Kaltix                         | Zoekmachine                          | Verenigde Staten |               | iGoogle                   |
| 7      | oktober 2003      | Sprinks (Primedia)             | Online adverteren                    | Verenigde Staten |               | AdSense, AdWords          |
| 8      | oktober 2003      | Genius Labs                    | Bloggen                              | Verenigde Staten |               | Blogger                   |
| 9      | 5 oktober 2003    | Ignite Logic                   | HTML-editor                          | Verenigde Staten |               |                           |
| 10     | 13 juli 2004      | Picasa                         | Image organizer                      | Verenigde Staten |               | Picasa, Blogger           |
| 11     | september 2004    | ZipDash                        | Traffic analysis                     | Verenigde Staten |               | Google Ride Finder        |
| 12     | oktober 2004      | Where2                         | Map analysis                         | Verenigde Staten |               | Google Maps               |
| 13     | 27 oktober 2004   | Keyhole, Inc                   | Map analysis                         | Verenigde Staten |               | Google Maps, Google Earth |
| 14     | 28 maart 2005     | Urchin Software Corporation    | Web-analyse                          | Verenigde Staten |               | Google Analytics          |
| 15     | 12 mei 2005       | Dodgeball                      | Sociale netwerksite                  | Verenigde Staten |               | Google Mobile, Google SMS |
| 16     | juli 2005         | Reqwireless                    | Mobiele browser                      | Canada           |               | Google Mobile             |
| 17     | 7 juli 2005       | Current Communications Group   | Breedband internettoegang            | Verenigde Staten |               | Internet backbone         |
| 18     | 17 augustus 2005  | Android                        | Mobiele software                     | Verenigde Staten |               | Google Android            |
| 19     | november 2005     | Skia                           | Grafische software                   | Verenigde Staten |               | Google Android            |
| 20     | 17 november 2005  | Akwan Information Technologies | Zoekmachines                         | Brazilië         |               | Internet backbone         |
| 21     | 20 december 2005  | AOL                            | Breedband internet                   | Verenigde Staten |               |                           |
| 22     | 27 december 2005  | Phatbits                       | Widget-engine                        | Verenigde Staten |               | Google Desktop            |
| 23     | 31 december 2005  | allPAY GmbH                    | Mobiele software                     | Duitsland        |               | Google Mobile             |
| 24     | 31 december 2005  | bruNET GmbH                    | Mobiele software                     | Duitsland        |               | Google Mobile             |
| 25     | 17 januari 2006   | dMarc Broadcasting             | Reclame                              | Verenigde Staten | 102.000.000   | Google AdSense            |
| 26     | 14 februari 2006  | Measure Map                    | Weblog-software                      | Verenigde Staten |               | Google Analytics          |
| 27     | 9 maart] 2006     | Upstartle                      | Tekstverwerker                       | Verenigde Staten |               | Google Docs               |
| 28     | 14 maart 2006     | @Last Software                 | 3D-software                          | Verenigde Staten |               | Google Sketchup           |
| 29     | 9 april 2006      | Orion                          | Zoekmachine                          | Australië        |               | Google Search             |
| 30     | 1 juni 2006       | 2Web Technologies              | Online spreadsheets                  | Verenigde Staten |               | Google Docs               |
| 31     | 15 augustus 2008  | Neven Vision                   | Computer vision                      | Verenigde Staten |               | Google Maps               |
| 32     | 9 oktober 2006    | YouTube                        | Videosite                            | Verenigde Staten | 1.650.000.000 | YouTube                   |
| 33     | 31 oktober 2006   | JotSpot                        | Webapplicatie                        | Verenigde Staten |               | Google Sites              |
| 34     | 18 december 2006  | Endoxon                        | Mapping                              | China            | 28.000.000    | Google Maps               |
| 35     | 4 januari 2007    | Xunlei                         | Filesharing                          | China            |               |                           |
| 36     | 16 februari 2007  | Adscape                        | In-game Reclame                      | Verenigde Staten | 23.000.000    | Google AdSense            |
| 37     | 16 maart 2007     | Trendalyzer                    | Statistische software                | Zweden           |               | Google Analytics          |
| 38     | 17 april 2007     | Tonic Systems                  | Presentatiesoftware                  | Verenigde Staten |               | Google Docs               |
| 39     | 19 april 2007     | Marratech                      | Videoconferentie                     | Zweden           |               | Google Talk               |
| 40     | 13 april 2007     | DoubleClick                    | Online reclame                       | Verenigde Staten | 3.100.000.000 | Google AdSense            |
| 41     | 11 mei 2007       | GreenBorder                    | Computerbeveiliging                  | Verenigde Staten |               | Google Chrome             |
| 42     | 1 juni 2007       | Panoramio                      | Foto's delen                         | Spanje           |               | Blogger Maps              |
| 43     | 3 juni 2007       | FeedBurner                     | Web-feed                             | Verenigde Staten | 100.000.000   | Google Reader             |
| 44     | 5 juni 2007       | PeakStream                     | Parallel processing                  | Verenigde Staten |               | Server                    |
| 45     | 19 juni 2007      | Zenter                         | Presentatiesoftware                  | Verenigde Staten |               | Google Docs               |
| 46     | 2 juli 2007       | GrandCentral                   | Voice over Internet Protocol         | Verenigde Staten | 45.000.000    | Google Mobile             |
| 47     | 20 juli 2007      | Image America                  | Luchtfotografie                      | Verenigde Staten |               | Google Maps               |
| 48     | 9 juli 2007       | Postini                        | Communicatiebeveiliging              | Verenigde Staten | 625.000.000   | Gmail                     |
| 49     | 27 september 2007 | Zingku                         | Sociale netwerksite                  | Verenigde Staten |               | Google Mobile             |
| 50     | 9 oktober 2007    | Jaiku                          | Micro-blogging                       | Finland          |               |                           |
| 51     | 18 juli 2007      | Begun                          | Online reclame                       | Rusland          | 140.000.000   | Google Adwords            |
| 52     | 30 juli 2008      | Omnisio                        | Online video                         | Verenigde Staten | 15.000.000    | YouTube                   |
| 53     | 12 september 2008 | TNC (Tatter and Company)       | Weblog-software                      | Zuid-Korea       |               | Textcube.com              |
| 54     | 4 december 2009   | AppJet (EtherPad)              | Realtime samenwerkings-tekstbewerker | Verenigde Staten |               |                           |